# 叶夫根尼·阿列克谢耶夫斯基
叶夫根尼·叶夫根尼耶维奇·阿列克谢耶夫斯基（俄語：Евгений Евгеньевич Алексеевский，1906年3月7日（20日）—1979年1月3日），是苏联的政治家，苏共中央委员，曾任土地开垦和水资源部长。

## 生平
1906年，出生。
1948年，任乌克兰农业部副部长。
1950年，任乌克兰棉花种植部长。
1958年，任乌克兰部长会议水资源总局局长。
1960年，任乌克兰水资源管理委员会主席。
1963年，任苏联国家计划委员会灌溉农业和水资源管理委员会主席。
1965年，任土地开垦和水资源部长。
1979年，去世。